# Roinville (Essonne)
Roinville è un comune francese di 1 235 abitanti situato nel dipartimento dell'Essonne nella regione dell'Île-de-France.

## Società

### Evoluzione demografica
Abitanti censiti